# غوانغمو إمبراطور كوريا
الإمبراطور غوانغمو (بالهانغل:광무제 | بالهانجا: 光武帝) يعرف باسم الملك غوجونغ (بالهانغل: 고종 | بالهانجا: 高宗) ولد في 8 سبتمبر 1852 ومات في 21 يناير 1919 هو ملك مملكة جوسون السادس والعشرين وإمبراطور إمبراطورية كوريا الأول.

## حكمه كملك

### ملك جوسون

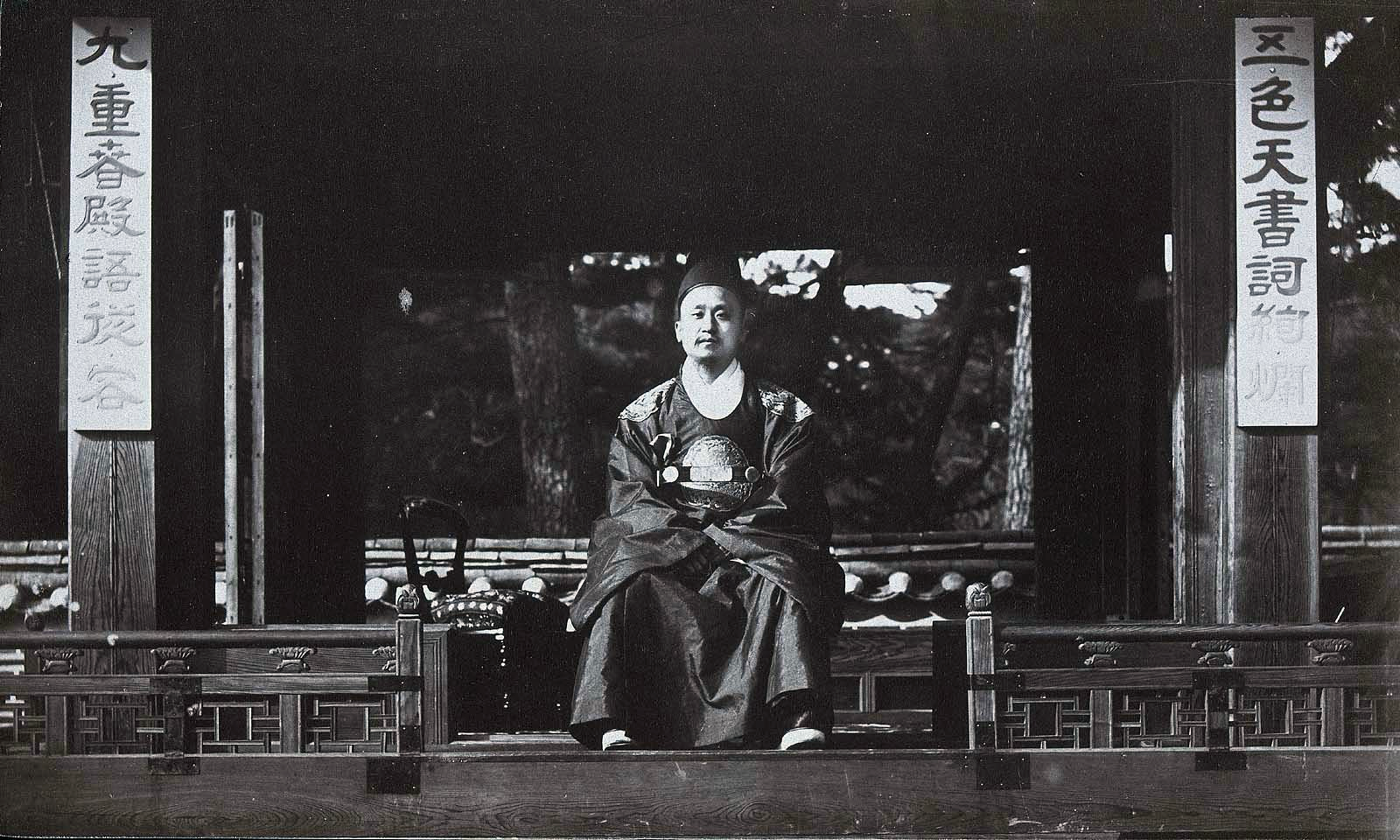
الملك غوجونغ (الإمبراطور غوانغمو) في 1884. الصورة التقطت على يد بيرسيفال لويل.

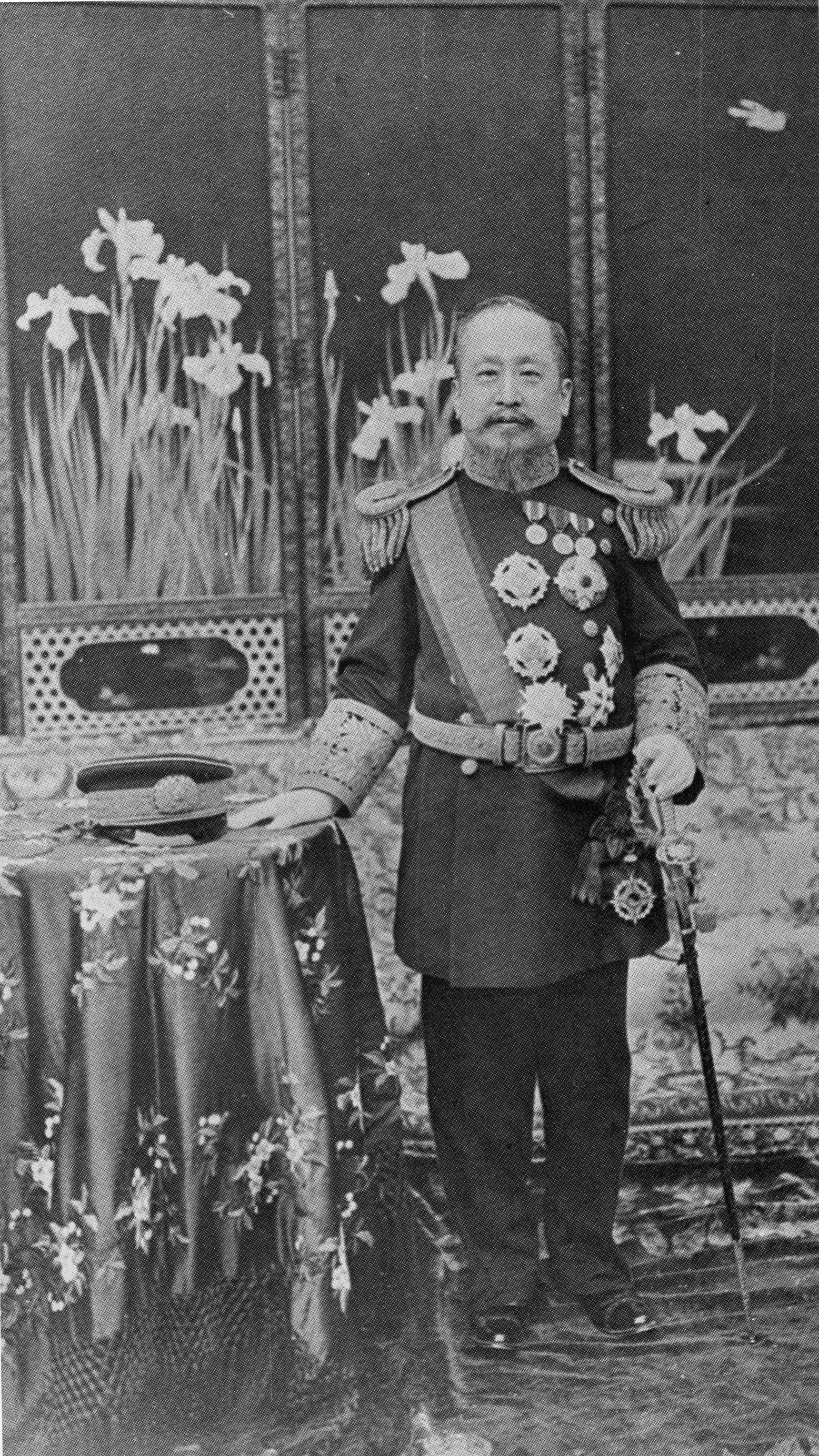
الإمبراطور غوانغمو

صعد غوجونغ إلى العرش في سنة 1863 عندما كان طفلاً. ولكونه قاصراً فإن والده أمير البلاط هنغسون (هنغسون دايوونغن) حكم كوصي حتى بلغ غوجونغ مرحلة البلوغ.
في منتصف ستينات القرن الثامن عشر، كان هنغسون دايوونغن المؤيد الأساسي لسياسة الانعزال واضطهاد الأجانب الكاثوليك، وهي السياسة التي قادت مباشرة للغزوة الفرنسية وبعثة الولايات المتحدة إلى كوريا في سنة 1871. شهدت السنوات الأولى من حكم هنغسون دايوونغن محاولة إعادة بناء قصر غيونغبوك المتهالك بشدة، وهو مقر السلطة الحاكمة. خلال عهد هنغسون دايوونغن اختفت الفصائل السياسية بين فصيل سوون وعشيرة أندونغ كم القوية، من حياة سكان الدولة.
في 1873 أعلن غوجونغ توليه الحكم بدون وصي. بتقاعد هنغسون دايوونغن سيطرت الملكة مِن (الإمبراطورة ميونغسونغ) على البلاط ووضعت أفراد عائلتها في مناصب عليا في البلاط.

### الضغوط الخارجية
تصاعدت التوترات بين تشينغ الصين واليابان وبلغت ذروتها في الحرب اليابانية الصينية الأولى (1894 - 1895) أغلب معارك الحرب وقعت على الأراضي الكورية. اكتسبت اليابان بعد استعراش ميجي تقنيات عسكرية غربية وأجبرت جوسون على توقيع معاهدة غانغهوا في 1876. تعدت اليابان على الأراضي الكورية وبحثت عن السمك وخام الحديد والموارد الطبيعية. كما أنشأت وجوداً اقتصادياً قوياً في شبه الجزيرة الكورية لتبدأ بداية التوسع الإمبراطوري في شرق آسيا.
تسببت الحملة الفرنسية ضد كوريا في 1866 وبعثة الولايات المتحدة لكوريا في 1871 وحادثة زورق مدفعية أنيو اليابانية بإحداث ضغط على العديد من المسؤولين في جوسون بما فيهم الملك غوجونغ.
أصبحت معاهدة غانغهوا أول معاهدة غير متكافئة توقعها كوريا مع دولة أجنبية، أعطت المعاهدة حقوقاً للمواطنين اليابانيين خارج الحدود الإقليمية، وأجبرت المعاهدة الدولة على فتح ثلاثة منافذ هي بسان، وإنتشون، و"وونسان" من أجل التجارة اليابانية والأجنبية. بتوقيع كوريا لأول معاهدة غير متكافئة أصبحت فريسة سهلة للكثير من القوى الإمبريالية، كما قادت المعاهدة إلى احتلال كوريا على يد اليابان.

### تمرد إمو وانقلاب غابشن
بدأ الملك غوجونغ بالاعتماد على الجيوش المجهزة بأحدث البنادق، ودفع لهم أجورهم. الجيش القديم الذي اعتمد على الرماح وبندقية الفتيل ثار بسبب الأجر المتواضع وفقدان الهيبة، وأعيد هنغسون دايوونغن إلى السلطة ولكن القوات الصينية بقيادة جنرال تشينغ الصيني يوان شيكاي خطف هنغسون دايوونغن واقتاده إلى الصين، مانعاً بذلك عودته للسلطة. بعد أربع سنوات من هذه الحادثة عاد هنغسون دايوونغن إلى كوريا.
في الرابع من ديسمبر من سنة 1884، بدأت خمس ثورات عملية انقلاب باقتياد جيش الوزير القديم والصغير إلى منزل الأخ الأكبر للإمبراطورة ميونغسونغ. فشل الانقلاب في ثلاثة أيام. بعض قادة الانقلاب بما فيهم كم أك غين هربوا إلى اليابان، في حين أعدم البعض الآخر.

### ثورة الفلاحين

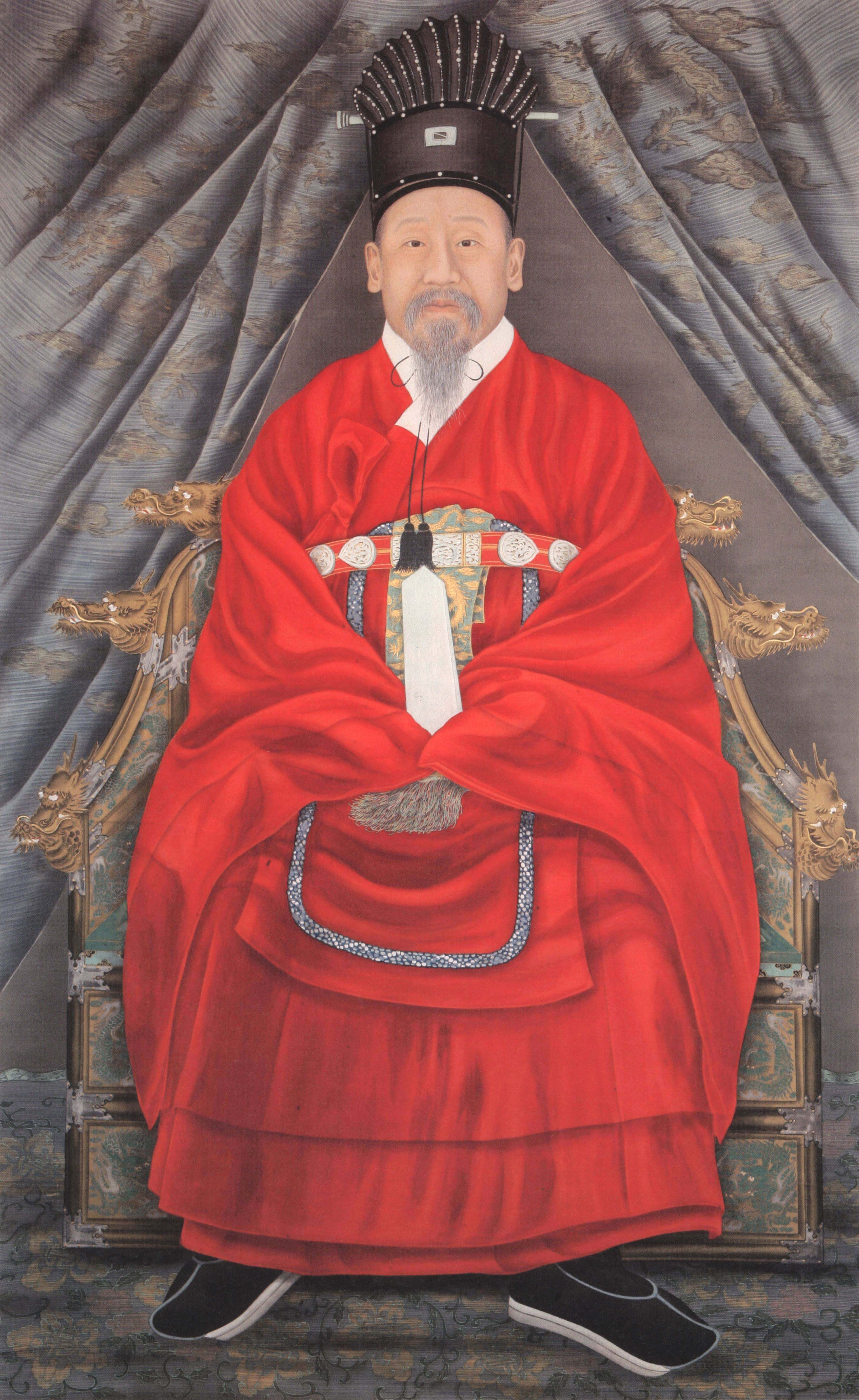
صورة للإمبراطور غوانغمو تظهره بشكل رسمي.

قدم الفقر المنتشر تحدياً كبيراً لجوسون في القرن التاسع عشر. أحد الإشارات لهذا الفقر هو متوسط العمر المتوقع للكوريين بالقرب من نهاية فترة جوسون وهو 24 سنة للذكور و26 للإناث. العديد من العوامل بما فيها المجاعة والفقر وارتفاع الضرائب وفساد الطبقة المسيطرة على الحكم، قادت إلى العديد من ثورات الفلاحين الملحوظة في القرن التاسع عشر. أسلاف غوجونغ قمعوا تمرداً في سنتي 1811 - 1812 في مقاطعة بيونغان، بقيادة هونغ غيونغ راي.
في 1894 بدأت ثورة كبرى هي ثورة فلاحي دونغهاك والتي أصبحت مناهضة للحكومة واليانغبان (النبلاء) والحملات الأجنبية. لقمع التمرد طلبت جوسون مساعدة عسكرية من اليابان مما زاد من عمق مطالبات اليابانيين بوضع جوسون تحت الوصاية. فشلت الثورة في النهاية ولكن العديد من شكاوي الفلاحين تم التعامل معها في وقت لاحق بواسطة إصلاحات غابو.

### اغتيال الإمبراطورة ميونغسونغ
في 1895 اغتيلت الملكة مِن (الإمبراطورة ميونغسونغ) على يد عملاء يابانيين. نظمت عملية الاغتيال بواسطة ميورا غورو وزير اليابان في كوريا. دخل مجموعة من العملاء اليابانيين القصر الإمبراطوري في سول، والذي كان تحت حماية الحرس اليابانيين، وقتلوا الإمبراطورة في القصر. حاولت الإمبراطورة من قبل طرد اليابانيين وطلب روسيا أو الصين من أجل الدعم.

### الآراء المناهضة لليابان في كوريا
ربحت اليابان الحرب اليابانية الصينية الأولى (1894 - 1895)، لتكسب المزيد من النفوذ على الحكومة الكورية. إصلاحات غابو واغتيال الإمبراطورة ميونغسونغ أثارت الجدل في كوريا، جنباً إلى جنب مع المشاعر المناهضة لليابان.
شكل بعض العلماء الكونفشيوسيين والمزارعين أكثر من 60 جيش صالح من أجل القتال للحرية الكورية. سبق هذا الجيش حركة دونغهاك ولحقته العديد من حركات الاستقلال الكورية.

### الملجأ الملكي في المفوضية الروسية
في 11 فبراير 1896 هرب الملك غوجونغ وولي عهده من قصر غيونغبوك إلى مفوضية روسيا في سول، والتي حكم منها لما يقارب السنة، فيما عرف باسم الملجأ الملكي الكوري في المفوضية الروسية.

## حكمه كإمبراطور

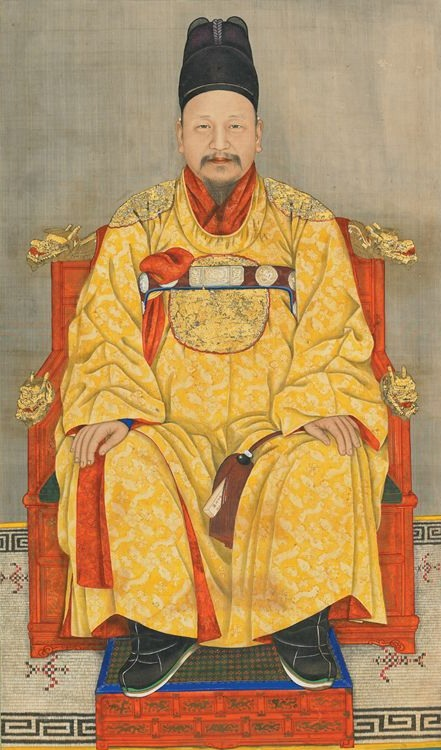
لوحة للإمبراطور بسن التاسعة والأربعين

### إمبراطور إمبراطورية كوريا

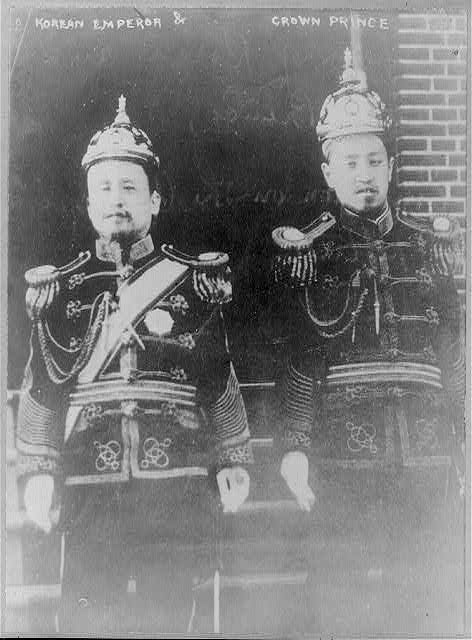
الإمبراطور وابنه ولي العهد سنجونغ.

## الأسرة
- الأب: هنغسون أمير البلاط العظيم (흥선대원군).
- الأم: يوهنغ عقيلة أمير البلاط العظيم من عشيرة مِن (여흥부대부인 민씨).
- الزوجات:
  - الإمبراطورة ميونغسونغ من عشيرة يوهنغ مِن (명성황후 민씨)، أنجبت:
    - أمير لم يسم ولد في 1871.
    - ولي عهد الإمبراطورية (황태자) (ولد في 25 مارس 1874 ومات في 24 أبريل 1926)
    - أمير لم يسم ولد في 1875.
    - أمير لم يسم ولد في 1878.
    - أميرة لم تسم ولدت في 1873.

  - الأميرة الشريفة العقيلة من عشيرة أوم (귀비 엄씨) (ولدت في 5 يناير 1854 وماتت في 20 يوليو 1911)، أنجبت:
    - ولي العهد ويمن (의민태자) (ولد في 20 أكتوبر 1897 – 1 مايو 1970). الابن السابع لغوجونغ، تزوج من الأميرة ماساكو ناشيموتونوميا ابنة موريماسا ناشيموتونوميا أمير اليابان.

  - إي غوين من قاعة يونغبو 영보당귀인 이씨)، (1847 – 1928)، أنجبت:
    - الأميرة وانهوا (완화군)، (ولدت في 16 أبريل 1868 وماتت في 12 يناير 1880).
    - أميرة لم تسم.

  - جانغ غوين (귀인 장씨)، أنجبت:
    - الأمير ويهوا (의화군) (ولد في 30 مارس 1877 ومات في أغسطس 1955). تزوج كم سو دوك (أصبحت الأميرة دوغن) ابنة البارون كم سا جن.

  - إي غوين من قاعة غوانغهوا (광화당귀인 이씨)، (1887 – 1970)، أنجبت:
    - إي يوك، الأمير (이육)، (1914 – 1915).

  - جونغ غوين من قاعة بوهيون (보현당귀인 정씨)، أنجبت:
    - إي وو، الأمير (이우)، (1915 – 1916).

  - يانغ غوين من قاعة بوكريونغ (복녕당귀인 양씨)، (1882 – 1929)، أنجبت:
    - الأميرة دوكهي (덕혜옹주)، (ولدت في 25 مايو 1912 وماتت في 11 أبريل 1989). ابنة غوجونغ الرابعة. تزوجت من الكونت تاكيكو من عشيرة سو، أحد نبلاء تسوشيما اليابانيين.

  - إي غوين من قاعة نايان (내안당귀인 이씨)، أنجبت:
    - أميرة لم تسم.

  - السيدة كم من قاعة سامتشك (삼축당상궁 김씨)، (1890 – 1972)، بلا أبناء.
  - السيدة كم من قاعة جونغهوا (정화당상궁 김씨)، (1871 – غير معروف)، بلا أبناء.
  - السيدة يوم (상궁 염씨)، أنجبت:
    - إي من يونغ، الأميرة (이문용)، (1900 – 1987).

  - السيدة سو (상궁 서씨)، بلا أبناء.
  - السيدة كم (상궁 김씨)، بلا أبناء.

## التصوير الحديث
- فيلم The last Princess سنة"2016" الذي أدى فيه الممثل بيك يون سيك شخصية الإمبراطور غوانغمو.

## روابط خارجية
- غوانغمو إمبراطور كوريا على موقع الموسوعة البريطانية (الإنجليزية)